# Biela voda (přítok Teplice)
Biela voda je potok v Turci, ve východní části okresu Turčianske Teplice. Je to levostranný přítok Teplice, měří 5 km a je tokem V. řádu. 
Pramení ve Velké Fatře, v podcelku Bralná Fatra, pod sedlem Malý Šturec (890,0 m n. m.) v nadmořské výšce kolem 760 m n. m. Teče západoseverozápadním směrem po hranici mezi Velkou Fatrou na severu a Kremnickými vrchy na jihu. Zprava, u hájovny Bartoška, přibírá Hlboké (0,5 km), zleva potok zvaný Pod Flochovou (2,3 km), následně pravostrannou Dolnou Dierovou (0,5 km) a levostranný přítok zvaný Z Dolinky (1 km). Do Teplice ústí východně od obce Čremošné, nedaleko hájovny Žarnovica, v nadmořské výšce kolem 630 m n. m. U soutoku s potokem Pod Flochovou leží hájovna Bartoška, u ní rekreační osada.